# Hans Schaeppi
Hans Tosta Schaeppi conhecido como Hans Schaeppi (Salvador, 28 de agosto de 1927 - Salvador, 16 de maio de 2018) foi empresário brasileiro.

## Biografia
Hans Tosta Schaeppi, nasceu em Salvador, Bahia, em 28 de agosto de 1927, filho do suíço Otto Chaeppi e da brasileira Alzira Bandeira Tosta Schaeppi.
Viveu parte da infância em Ilhéus. Formou-se em engenharia civil, em 1951 através da  Escola Politécnica da Universidade Federal da Bahia.
Foi diretor da Federação das Industrias do Estado da Bahia, recebeu a medalha do Sinduscon-BA, nos 50 anos do Sindicato da Indústria da Construção Civil do Estado da Bahia, foi presidente do Conselho Ilheense de Turismo - CITUR, foi membro  do Comitê Gestor do projeto Orla de Ilhéus, teve a coluna "Hotelaria e Turismo", há 45 anos no "Jornal da Bahia", foi colunista do jornal "A Tarde" durante 20 anos e 4 meses, no Jornal Agora, durante 12 anos, foi colunista também do Diário de Ilhéus, Gazeta do Turismo, dentre outros.
Faleceu em Salvador, em 16 de maio de 2018.

## Prêmios
- Sílio Boccanera Júnior de Teatro - Teatro Castro Alves
- "Comenda do mérito de São Jorge dos Ilhéus, considerado o maior prêmio condecido pela prefeitura de Ilhéus, em 2010

## Reconhecimento
- "Cidadão Ilhense", por unanimidade da Câmara de Vereadores de Ilhéus, em 1985.

## Acadêmico
Foi membro da Academia de Letras de Ilhéus, ocupou a Cadeira n. 3.

## Livros
- A sonhadora (peça teatral), recebeu com essa obra o Prêmio Sílio Boccanera Júnior de Teatro, no I Concurso Nacional de Peças Teatrais da Fundação Teatro Castro Alves, em 1967
- O velho Adolpho - a história de uma  tocaia (romance)
- Morte na praia do Cristo  e outros contos